# Ludwig Riess (Parteifunktionär)
Ludwig (Louis) Riess (Rieß) (* 1. Oktober 1893 in München; † 7. März 1965 in Hamburg-Altona) war ein deutscher KPD-Funktionär.

## Leben
Ludwig Riess war Sohn eines Fabrikarbeiters und gelernter Schlosser. Ab 1913 lebte er in Hamburg und arbeitete dort auf der Hamburger Werft. 1918 trat er der USPD und leitete diese ein Jahr später bis 1921 in Hamburg-Eimsbüttel. Nach der Verschmelzung des linken Flügels der USPD mit der KPD übernahm er diese Funktion auch in der VKPD. 1924 war Riess zeitweise Organisationsleiter in der KPD-Bezirksleitung Waterkant. Er arbeitete für die sowjetische Handelsvertretung und stand in enger persönlicher Verbindung zu Ernst Thälmann. In dieser Funktion entschied er zusammen mit John Schehr und Willy Presche, die Unterschlagung von Parteigeldern durch John Wittorf - die Wittorf-Affäre - zu verschweigen, um in der politischen Auseinandersetzung um das Volksbegehren „Gegen den Panzerkreuzerbau“ vor der Reichstagswahl 1928 Schaden von der KPD abzuwenden. Mit der Absetzung Thälmanns im Rahmen der Affäre wurden auch Riess und die anderen beiden Funktionäre von ihren Funktionen enthoben und später nach Beendigung der Affäre von Thälmann rehabilitiert. Das unterschlagene Geld war eine Zuwendung der Handelsvertretung an die KPD für den stattfindenden Wahlkampf.
Vom 9. bis 12. Juni 1929 war Riess Delegierter des letzten in der Zeit der Weimarer Republik stattgefundenen KPD-Parteitags, dem XII. Parteitag der KPD in Berlin-Wedding, der die Partei nach dem Verbot des Rotfrontkämpferbundes im Monat zuvor am 1. Mai auf die Illegalität vorbereitete: „Über die illegalen Vorbereitungen können wir in der Öffentlichkeit nicht sprechen, aber wir können feststellen, daß die illegalen Vorbereitungen viel zu gering sind.“ Ab 1931 war er Leiter der Freidenkerbewegung in Hamburg. Im Februar 1933 ging Riess in die Illegalität, emigrierte im darauffolgenden Jahr in die Niederlande und wurde Mitglied der Amsterdamer Emigrationsleitung der KPD, deren Leitung er im September 1937 übernahm. Nach innerparteilichen Auseinandersetzungen wurde er abgesetzt und war 1939/40 Verbindungsmann zum allgemeinen Flüchtlingskomitee. Riess wurde am 25. Juni 1940 verhaftet und am 23. Mai 1941 vom Volksgerichtshof in Berlin zu sechs Jahren Zuchthaus verurteilt. Er wurde nach Hamburg überführt und soll dort als Auskunftsperson der Gestapo gedient haben.
Ludwig Riess lebte nach 1945 in München. Er starb am 7. März 1965 in Hamburg-Altona.